# Bronisław Florkiewicz
Bronisław Florkiewicz (ur. 26 sierpnia 1937 w Stanisławowie, zm. 12 maja 2000) – polski matematyk.

## Życiorys
W latach 1954–1959 studiował matematykę na Wydziale Matematyki, Fizyki i Chemii Uniwersytetu Wrocławskiego. W latach 1958–1966 pracował w Instytucie Matematyki Uniwersytetu Wrocławskiego, potem w Wyższej Szkole Pedagogicznej w Opolu, a od 1970 na Politechnice Wrocławskiej. Doktoryzował się w 1966 r., w 1989 uzyskał stopień doktora habilitowanego nauk matematycznych na podstawie rozprawy "Nierówności całkowe typu Hardy'ego i Weila" a od 2000 był profesorem na Wydziale Podstawowych Problemów Techniki Politechniki Wrocławskiej. Był członkiem Polskiego Towarzystwa Matematycznego w latach 1989-91 był wiceprezesem Oddziału Wrocławskiego Towarzystwa. Za osiągnięcia zawodowe, dydaktyczne i naukowe został odznaczony został Złotym Krzyżem Zasługi, Medalem Komisji Edukacji Narodowej, a także Złotą Odznaką Politechniki Wrocławskiej. Pochowany został na Cmentarzu Grabiszyńskim we Wrocławiu

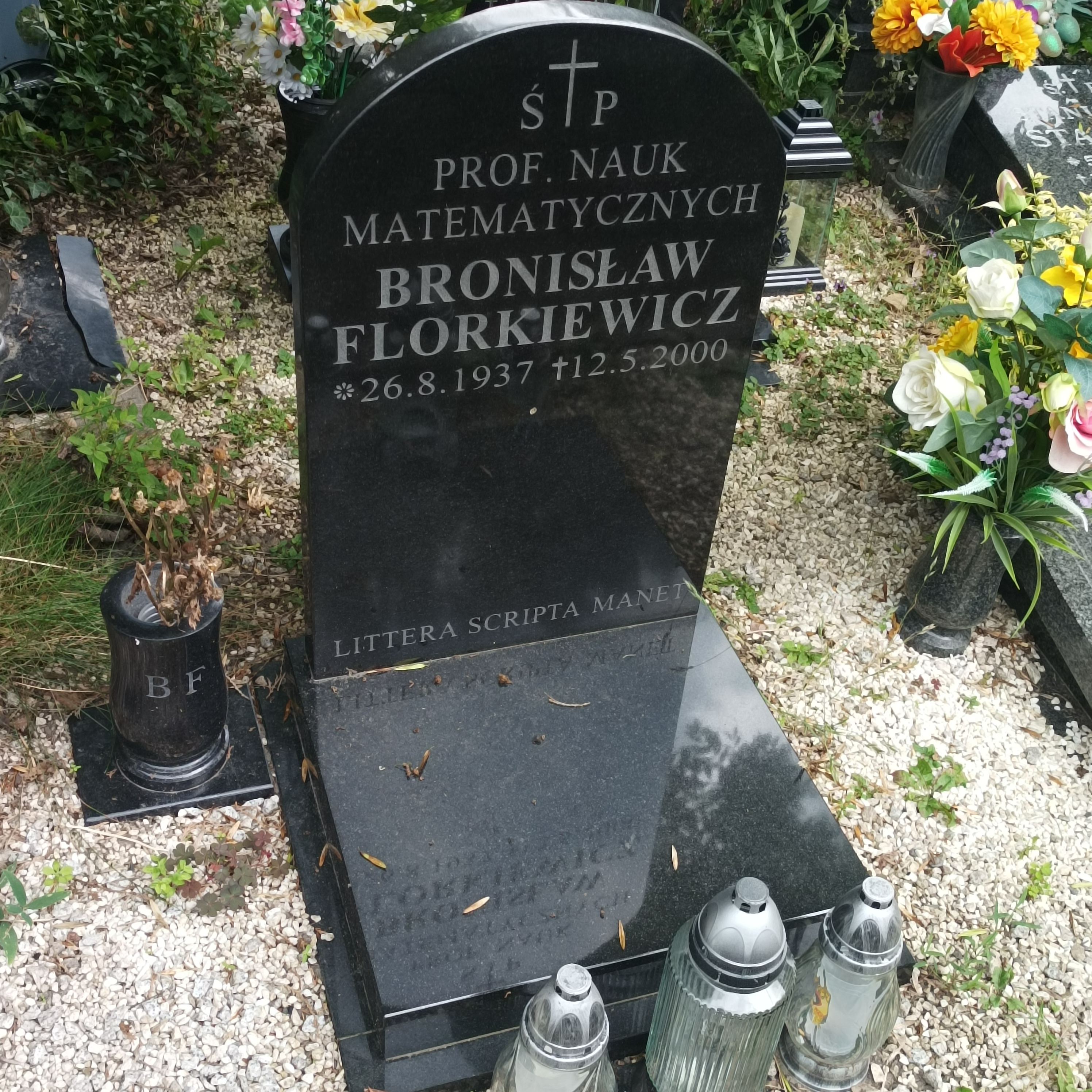
Grób prof. Bronisława Florkiewicza na Cmentarzu Grabiszyńskim